# Platydoris formosa
Platydoris formosa is een slakkensoort uit de familie van de Discodorididae. De wetenschappelijke naam van de soort is voor het eerst geldig gepubliceerd in 1866 door Alder & Hancock.